# Bitwa pod Cheonan
Bitwa pod Cheonan – starcie zbrojne podczas wojny koreańskiej, w dniach 7–8 lipca 1950; zwycięstwo Koreańczyków z Północy.

## Kontekst
Po zwycięstwach pod Osan i P'yŏngt'aek koreańska 4 Dywizja Piechoty wzmocniona kilkunastoma czołgami T-34 kontynuowała pościg za wycofującymi się oddziałami USA. Amerykański 34. batalion otrzymał posiłki od generała W. Deana.

## Bitwa
W nocy z 7 na 8 lipca oraz rankiem doszło do intensywnych walk w mieście Ch'ŏn'an. Około godziny ósmej rano zginął dowódca amerykańskiego batalionu. O dziesiątej amerykanie rzucili się do ucieczki, około 100 z nich zginęło a kolejnych 60 trafiło do niewoli wojennej.